# نوک‌مومی آبی‌فام
نوک‌مومی آبی‌فام (نام علمی: Uraeginthus angolensis)، که به آن نوک‌مومی آبی جنوبی، نوک‌مومی سینه‌آبی، نیلی‌گونه جنوبی، نیلی‌سهره گونه‌آبی، نیلی‌سهره سینه‌آبی و نیلی‌سهره آنگولایی نیز گفته می‌شود، یکی از گونه‌های رایج سهرگان ریز است. در جنوب آفریقا یافت می‌شود. همچنین معمولاً به عنوان یک پرنده باغ پرندگان نگهداری می‌شود.

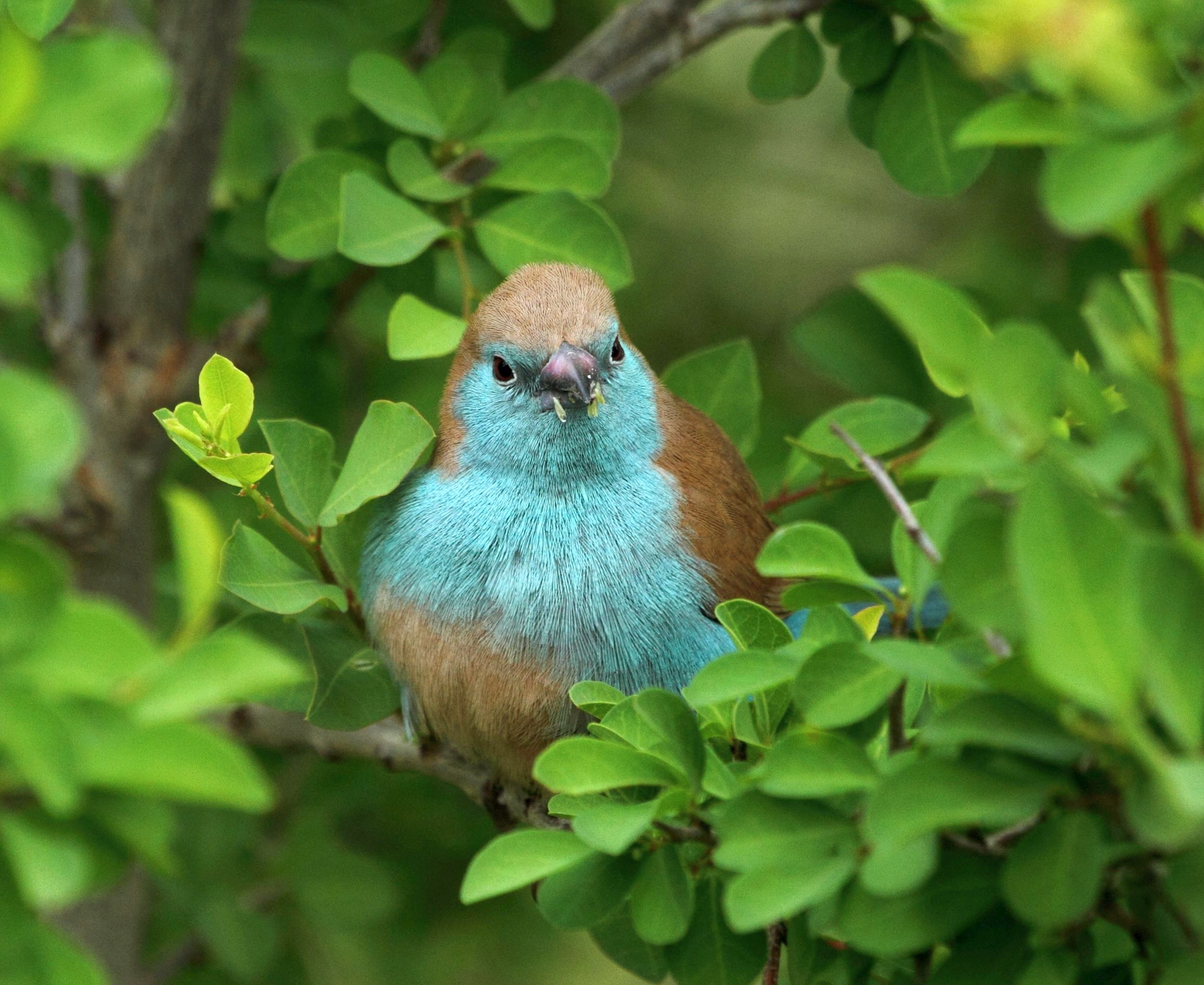
نر